# Marianne Thyssen
Marianne Leonie Petrus Thyssen (Sint-Gillis-Waas, 24 de juny de 1956) és una advocada i política flamenca, diputada del Parlament europeu per la coalició CD&V/N-VA, vicepresidenta del Partit Popular Europeu i membre del Comitè de Mercat Intern i Protecció al Consumidor del Parlament Europeu.

## Biografia
El 1979 es llicencià en dret a la KU Leuven de Lovaina, en la qual ha treballat com a professora ajudant de la Facultat de Dret, després ha estat assessora legal de la Secretaria d'Estat de Salut i posteriorment assessora jurídica, directora del servei d'estudis i secretària general en funcions de l'UNIZO.
Des de 1991 ocupa un escó al Parlament Europeu pel Christen-Democratisch en Vlaams, i arribà a ser vicepresidenta del Partit Popular Europeu. Encoratjada per Yves Leterme, des de 2008 és presidenta del seu partit i a les eleccions municipals del mateix any esdevingué tinent d'alcalde d'Oud-Heverlee. Després del fracàs del seu partit a les eleccions legislatives belgues de 2010, va dimitir el 23 de juny com a cap del CD&V.